# ヨルダンの国旗
ヨルダンの国旗（ヨルダンのこっき）は、左の赤い三角形と、3本の水平の帯（黒、白、緑）から成る。これらの帯はそれぞれ、アッバース朝、ウマイヤ朝、ファーティマ朝を表す。赤の三角形は、現在の王室であるハーシム家及びアラブのレジスタンスを表す。レジスタンス旗との唯一の違いである七稜星は、クルアーン第一章の7行(開端)及び、アラブ人の民族の単一性を表す。第一次世界大戦中のオスマン帝国に対するアラブ側のレジスタンスの旗に基づくデザインである。

?軍艦旗
空軍旗
王室旗
?アラブ連邦の国旗（1958年）
?トランスヨルダンの国旗
?現在の国旗（縦横比2:3の別タイプ）